# Ammerjaure
Ammerjaure är en sjö i Sorsele kommun i Lappland och ingår i Umeälvens huvudavrinningsområde. Sjön har en area på 0,869 kvadratkilometer och ligger 696 meter över havet. Ammerjaure ligger i Vindelfjällen Natura 2000-område.

## Delavrinningsområde
Ammerjaure ingår i det delavrinningsområde (733891-148815) som SMHI kallar för Utloppet av Ammerjaure. Medelhöjden är 795 meter över havet och ytan är 11,17 kvadratkilometer. Det finns inga avrinningsområden uppströms utan avrinningsområdet är högsta punkten. Vattendraget som avvattnar avrinningsområdet har biflödesordning 5, vilket innebär att vattnet flödar genom totalt 5 vattendrag innan det når havet efter 430 kilometer. Avrinningsområdet består mestadels av skog (28 procent) och kalfjäll (60 procent). Avrinningsområdet har 0,87 kvadratkilometer vattenytor vilket ger det en sjöprocent på 7,8 procent.